# Фитц-Джим, Киан
Ки́ан Фитц-Джим (нидерл. Kian Fitz-Jim; родился 5 июля 2003) — нидерландский футболист, полузащитник амстердамского «Аякса».

## Клубная карьера
Уроженец Амстердама, Киан выступал за молодёжные команды футбольных клубов «Бёйтенвелдерт», АФК и АЗ. В 2019 году присоединился к футбольной академии амстердамского «Аякса». 8 января 2023 года дебютировал в основном составе «Аякса», выйдя на замену Кеннету Тейлору в матче Эредивизи против клуба НЕК.
30 августа 2023 года перешёл на правах аренды в роттердамский «Эксельсиор». 2 сентября дебютировал за клуб в матче чемпионата против «Хераклеса», выйдя на замену на 63-й минуте вместо Юлиана Баса. В январе 2024 года «Аякс» досрочно вернул Фитц-Джима из аренды.

## Карьера в сборной
Выступал за сборные Нидерландов до 15, до 16, до 17, до 19 и до 20 лет.

## Статистика выступлений
| Клуб             | Сезон            | Лига | Лига | Кубок | Кубок | Европейские кубки | Европейские кубки | Итого | Итого |
| Клуб             | Сезон            | Игры | Голы | Игры  | Голы  | Игры              | Голы              | Игры  | Голы  |
| ---------------- | ---------------- | ---- | ---- | ----- | ----- | ----------------- | ----------------- | ----- | ----- |
| Йонг Аякс        | 2020/21          | 21   | 1    | —     | —     | —                 | —                 | 21    | 1     |
| Йонг Аякс        | 2021/22          | 34   | 0    | —     | —     | —                 | —                 | 34    | 0     |
| Йонг Аякс        | 2022/23          | 30   | 3    | —     | —     | —                 | —                 | 30    | 3     |
| Йонг Аякс        | 2023/24          | 18   | 1    | —     | —     | —                 | —                 | 18    | 1     |
| Йонг Аякс        | Итого            | 103  | 5    | —     | —     | —                 | —                 | 103   | 5     |
| Аякс             | 2022/23          | 2    | 0    | 2     | 0     | 0                 | 0                 | 4     | 0     |
| Аякс             | 2023/24          | 2    | 0    | 0     | 0     | 0                 | 0                 | 2     | 0     |
| Аякс             | 2024/25          | 27   | 2    | 2     | 0     | 15                | 4                 | 44    | 6     |
| Аякс             | Итого            | 31   | 2    | 4     | 0     | 15                | 4                 | 50    | 6     |
| → Эксельсиор     | 2023/24          | 10   | 0    | 2     | 0     | —                 | —                 | 12    | 0     |
| → Эксельсиор     | Итого            | 10   | 0    | 2     | 0     | —                 | —                 | 12    | 0     |
| Всего за карьеру | Всего за карьеру | 144  | 7    | 6     | 0     | 15                | 4                 | 165   | 11    |